# GiveWell
GiveWell est une organisation caritative à but non lucratif américaine axée sur les idées de l'altruisme efficace. GiveWell se concentre principalement sur le rapport coût-efficacité des organisations qu’il évalue, plutôt que sur des indicateurs traditionnels tels que le pourcentage du budget consacré aux frais généraux.

## Historique
En 2006, Holden Karnofsky et Elie Hassenfeld, qui travaillaient dans un fonds spéculatif dans le Connecticut, formèrent un groupe informel avec des collègues pour évaluer les œuvres de bienfaisance sur la base de données et de mesures de performance similaires à celles utilisées par le fond. Ils furent surpris car souvent ces données n'existaient pas. L'année suivante, Karnofsky et Hassenfeld créèrent GiveWell, une organisation à but non lucratif, chargée de fournir des services d' analyse financière destinées aux donateurs,. Ils ont finalement décidé d’évaluer les organismes de bienfaisance en fonction du montant dépensé par vie sauvée,. Au cours de la première année, l'organisation fut financée par un fonds appelé Clear Fund, dans lequel les anciens membres du club informel, désormais administrateurs de GiveWell, avaient investi 300 000 $, dont environ la moitié pour financer l’organisation.
Au cours de la première année, Karnofsky et Hassenfeld suggérèrent que les organismes caritatifs devraient généralement dépenser plus d’argent en frais généraux, afin de financer du personnel et de suivre l’efficacité des actions entreprises; cela allait à l’encontre de l'évaluation classique des organisations caritatives fondée sur le ratio des frais administratifs par rapport aux fonds affectés aux actions de bienfaisance elles-mêmes.
À la fin de 2007, les fondateurs de GiveWell firent la promotion de l'organisation sur plusieurs blogs et forums Internet, utilisant des faux-nez questionnant sur la manière de trouver de bonnes informations sur la façon de faire un don, puis y en répondant en recommandant GiveWell. Le conseil d'administration de GiveWell enquêta et conclut que les fondateurs Karnofsky et Hassenfeld avaient agi de manière inappropriée, leur infligeant une amende de 5 000 USD et rétrogradant Karnofsky de directeur exécutif à directeur de programme,.
En 2008, GiveWell reçut un financement de la part de la Nonprofit Marketplace Initiative issue de la fondation William et Flora Hewlett. La fondation Hewlett resta un important bailleur de fonds de GiveWell jusqu’en mars 2014, date à laquelle elle annonça la fin de la Nonprofit Marketplace Initiative à la suite d'une étude de 2010 selon laquelle 3 % seulement des donateurs choisissaient les organisations caritatives sur la base de paramètres de performance (plutôt que d'après la loyauté, les liens personnels, ou la foi par exemple) suivi d'une autre étude de 2012 montrant que les efforts déployés pour fournir de meilleures données ne modifiaient pas ce comportement.
En 2013, GiveWell déménagea dans ses bureaux à San Francisco, où les habitants de la Silicon Valley étaient devenus de fervents partisans de la philosophie de l'altruisme efficace.
L'approche de Givewell est basée sur des données factuelles, et ils recommandent des organisations caritatives travaillant souvent dans les pays en développement.
En 2024, les quatre associations recommandées par GiveWell sont:
- Malaria Consortium - distribution de médicaments pour prévenir le paludisme.
- Against Malaria Foundation - distribution de moustiquaires imprégnées d'insecticide longue durée pour prévenir le paludisme.
- Helen Keller International (en) - GiveWell recommande un don ciblé au programme de supplémentation en vitamine A.
- New Incentives - incitations financières à la vaccination des enfants.

## Open Philanthropy
En 2011, Good Ventures, fut créé par les époux Dustin Moskovitz et Cari Tuna avec une dotation de 8,3 milliards de dollars. Ils se sont associés à GiveWell pour créer Open Philanthropy, afin d'orienter les fonds fournis par Good Ventures,. En 2015, Mike Krieger et sa fiancée Kaitlyn Trigger annoncèrent une contribution de 750 000 USD au projet Open Philanthropy sur deux ans, dont 10 % seraient destinés à financer les activités du projet.
Open Philanthropy s'est interrogée sur l'opportunité de financer une réforme de la justice pénale américaine ainsi que d'autres sujets politiques. Il a aussi financé des travaux visant à réduire les risques liés à l'intelligence artificielle ,,, à la biosécurité et la santé mondiale.
En 2017, Open Philanthropy et GiveWell se séparèrent. Après le départ de Karnofsky en tant que co-directeur exécutif de GiveWell, Elie Hassenfeld devint l'unique directeur exécutif de GiveWell.

## Voir également
- CharityWatch (en)
- Founders Pledge (en)
- Gagner pour donner
- Giving What We Can
- Raising for Effective Giving
- Philanthropie d'entreprise
- Charity Navigator